# 旺角東站公共運輸交匯處

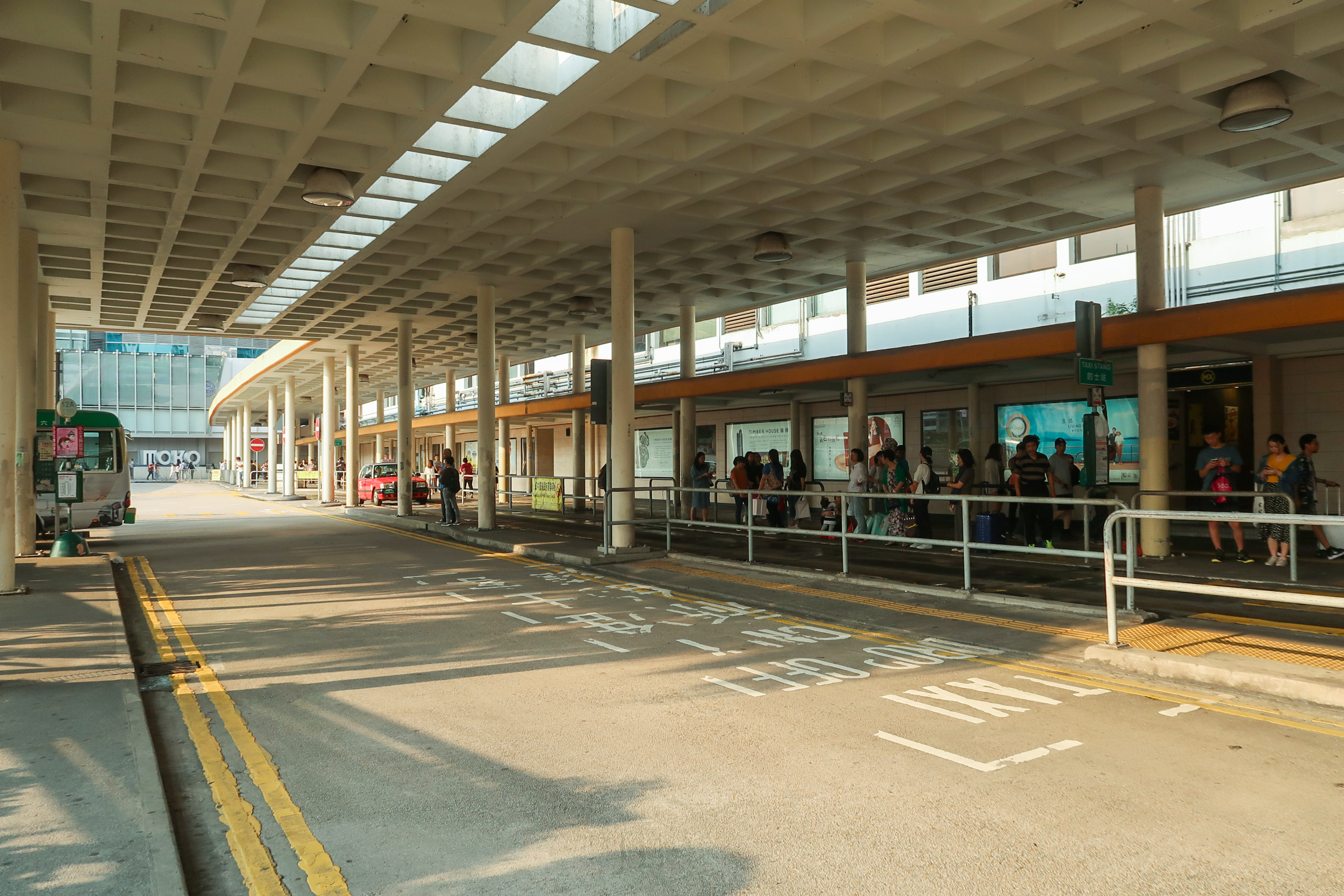
的士站（2019年5月）

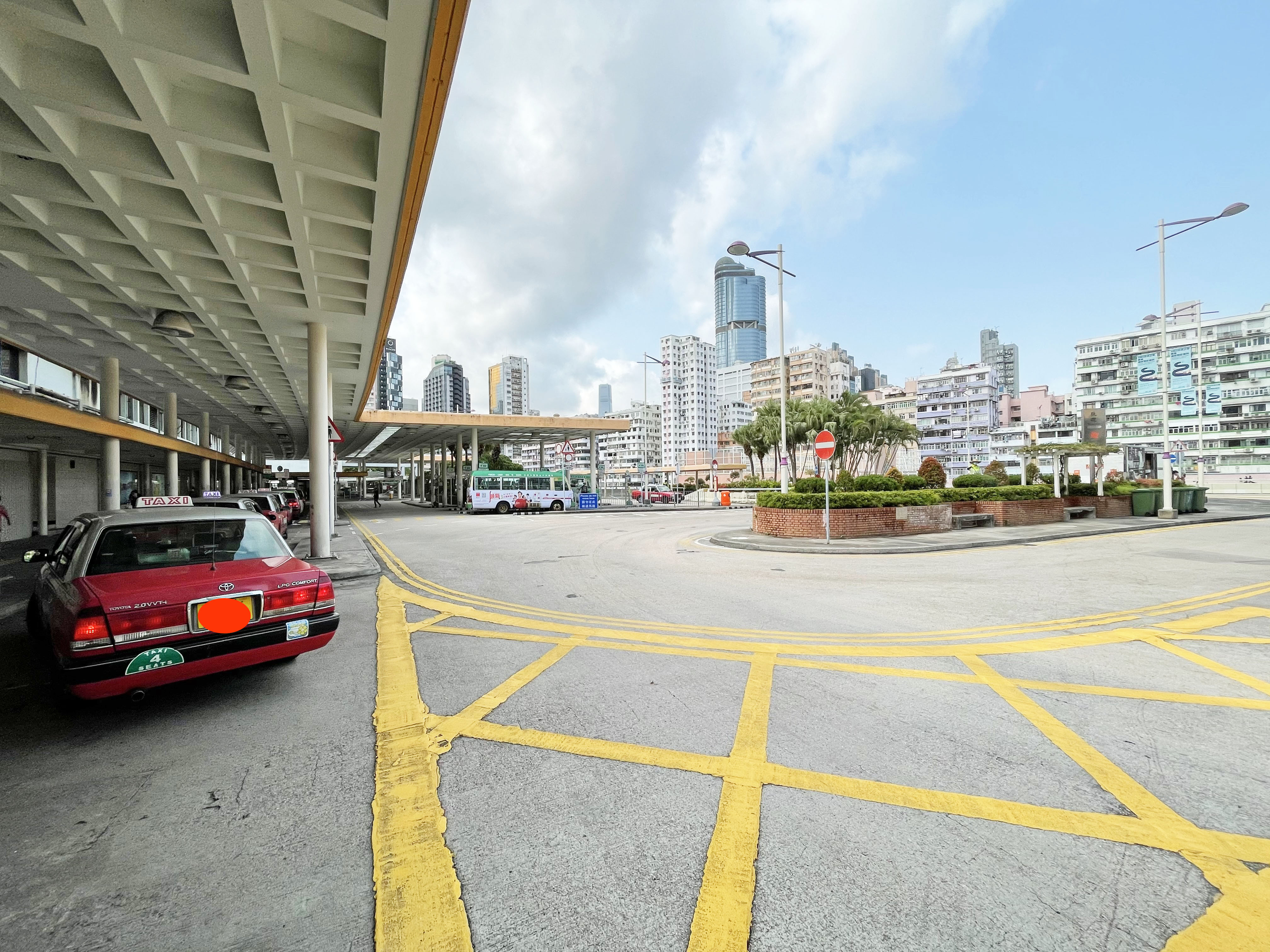
專綫小巴總站、的士站（2021年3月）

旺角東站公共運輸交匯處（英文：Mong Kok East Station Public Transport Interchange），九巴稱「旺角東站巴士總站」（Mong Kok East Station Bus Terminus），位於九龍油尖旺區，港鐵旺角東站大堂及新世紀廣場旁，設有巴士總站、專綫小巴總站、專線小巴中途站和的士站，是一個坑狀有蓋架空車站。

## 歷史
旺角東站的前身是九廣鐵路「旺角車站」（更早期的名稱為油麻地火車站），故本站原稱旺角火車站巴士總站（Mong Kok KCR Station Bus Terminus），歷史可追溯至1910年，但本總站的起源在九廣鐵路電氣化後才出現；兩鐵合併後改為現名。
1980年代，香港政府為善用旺角區街道，於旺角車站與聯運街之間興建架空公共交通車站，連接旺角東站大堂。該總站於1985年9月28日正式啟用，首批使用本總站的巴士路線是九巴1K線、九巴2K線（兩線皆為九龍區循環線，已停駛）、九巴24K線和27K線（已分別改編號為24及27，並不再駛入本總站），而九巴44線則於1986年11月底以本站為終點站，而其他以本站為總站的巴士路線也於1988年起先後開辦。 
因歷史因素，現仍有不少市民稱本站為「旺角火車站」。

## 總站路線資料（巴士）

### 九龍巴士44線
- 青衣邨 ↔ 旺角東站

本線提供來往青衣至旺角東站的公車服務，經美孚、長沙灣及深水埗。

### 九龍巴士58X線
- 屯門（良景邨） ↔ 旺角東站
- 屯門（建生邨） → 旺角東站（特別班次）

本線提供良景、田景、建生及屯門市中心來往旺角東站的巴士服務，經美孚、長沙灣及深水埗。

### 九龍巴士59X線
- 屯門碼頭 ↔ 旺角東站
- 新屯門中心 → 旺角東站（特別班次）
- 龍門居 → 旺角東站（特別班次）

本線提供屯門南部（屯門碼頭、龍門居一帶）來往旺角東站的巴士服務，經美孚、長沙灣及深水埗。

### 九龍巴士67X線
- 屯門（兆康苑） ↔ 旺角東站

本線提供屯門兆康苑及屯門東部（景峰花園、何福堂一帶）來往旺角東站的巴士服務，經美孚、長沙灣及深水埗。

### 九龍巴士93K線
- 寶林 ↔ 旺角東站

本線提供來往將軍澳寶林及旺角東站的巴士服務，經觀塘、九龍城、油麻地，為將軍澳首條長途路線。

### 九龍巴士272X線
- 大埔中心 ↔ 旺角東站

於2015年1月12日開辦，途經太子站、旺角、大角咀、青沙公路、白石角、香港科學園及大埔墟。

## 總站路線資料（專線小巴）

### 九龍區專線小巴12線
- 白田 ↔ 旺角東站

### 九龍區專線小巴12A線
- 大角咀（中匯街） ↔ 旺角東站

### 九龍區專線小巴12B線
- 港灣豪庭 ↔ 旺角東站

## 途經路線資料（專線小巴）

### 九龍區專線小巴12S線
- 大角咀（櫻桃街） ↺ 旺角東站

### 九龍區專線小巴79K線
- 旺角（柏景灣） ↺ 旺角東站

## 過往路線
- 九龍巴士1K線（已取消）
- 九龍巴士2K線（已取消）
- 九龍巴士24K線（已改為24線）
- 九龍巴士27K線（已改為27線）
- 九龍巴士44P線（已取消）
- 九龍巴士44S線（已取消）
- 九龍巴士95K線（已改為95線並延長至九龍站）
- 九鐵巴士K15線（已取消）
- 九龍巴士N293線（延長至旺角（柏景灣））
- 九龍巴士293S線（延長至美孚）

## 外部連結
- 九巴 （页面存档备份，存于）